# جشن‌های خنت
جشن های شهر خنت یا گنت به زبان هلندی (Gentse Feesten) یک فستیوال فرهنگی و هنری ده روزه است که در کل مرکز شهر گنت، همه ساله در تعطیلات تابستانه در ماه ژوئیه برگزار می شود. جشن های گنت، همراه با فستیوال اکتبر در مونیخ و Las Fallas در والنسیا، در میان بزرگترین جشنواره های مردمی در اروپا هستند.